# Fórmula BMW
Fórmula BMW é uma categoria de fórmula criada em 2001 pela BMW. A Fórmula BMW é voltada para formação de novos pilotos, recém saídos do kartismo (se posicionando junto da Fórmula Ford). O primeiro campeonato da categoria teve inicio em 2002, na Alemanha. Os campeões de cada campeonato disputavam uma final a nível mundial, na qual o prêmio era um teste na Fórmula 1.
Desde 2011, a BMW deixou de dar apoio ao campeonato europeu e do pacífico da categoria, privilegiando a Formula BMW Talent Cup. A Talent Cup foi o último campeonato da categoria, sendo terminado em 2013.

## História

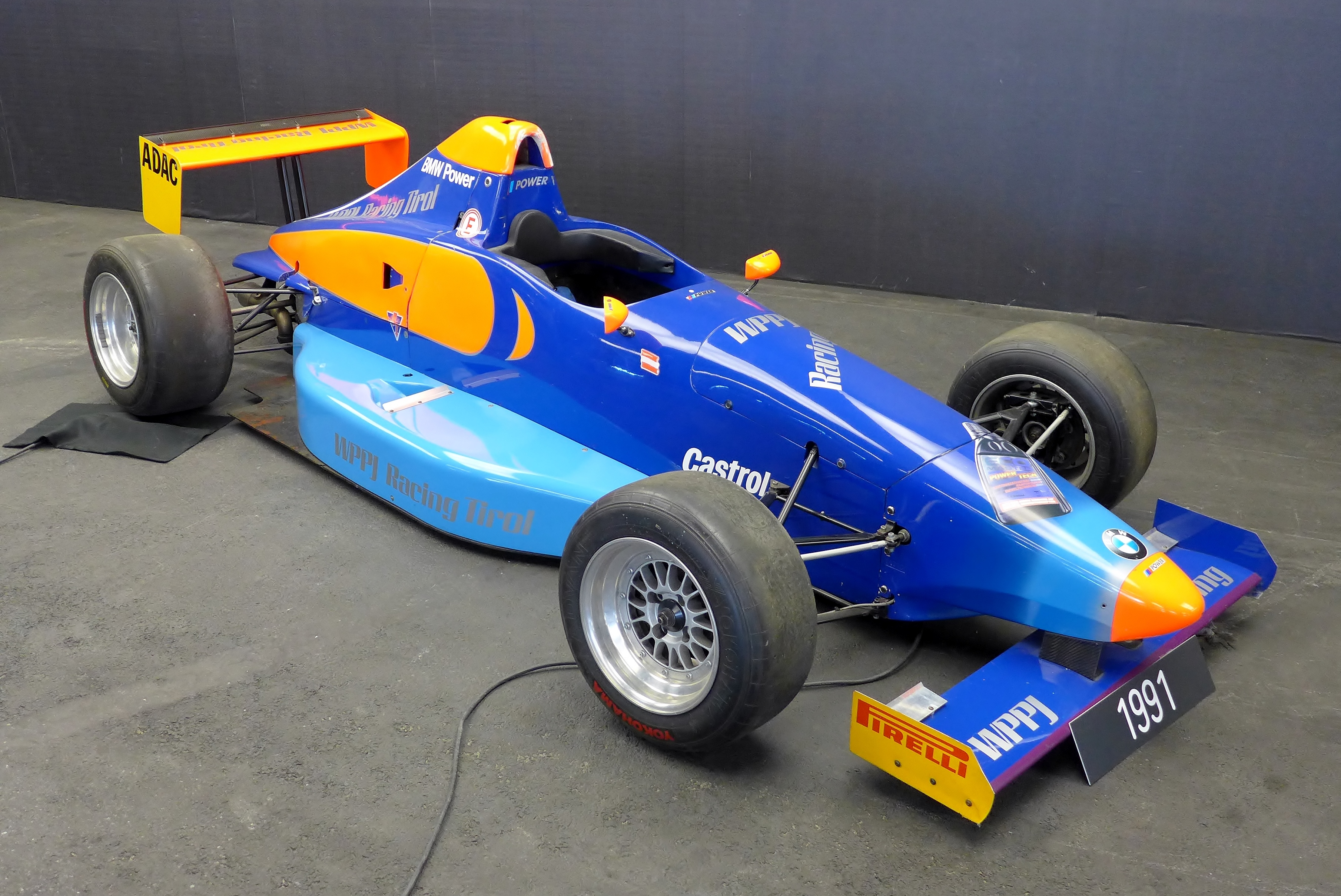
Carro da Formula BMW ADAC em 1991

Anteriormente, a BMW teve experiência em categorias escola de fórmula, fornecendo motores para a Fórmula 2 e a Fórmula 3 desde os anos 70. Na Fórmula 2 Europeia, a BMW contribuiu com a March, vencendo seis títulos da categoria, porém, desistindo de fornecer motores após entrar para a Fórmula 1 em 1982, fornecendo motores para a Brabham.
A BMW retornou as categorias escolas em 1991, como fornecedor de motores da Fórmula ADAC , tendo sua primeira temporada vencida por Christian Abt. Em 2001, a BMW decidiu aumentar significativamente os investimentos na categoria. A ADAC manteve a chancela, porém a BMW Motorsport seria responsável pelo projeto do chassis e o novo regulamento. A nova categoria teve sua primeira etapa em Hockenheim, em 20 Abril de 2002.

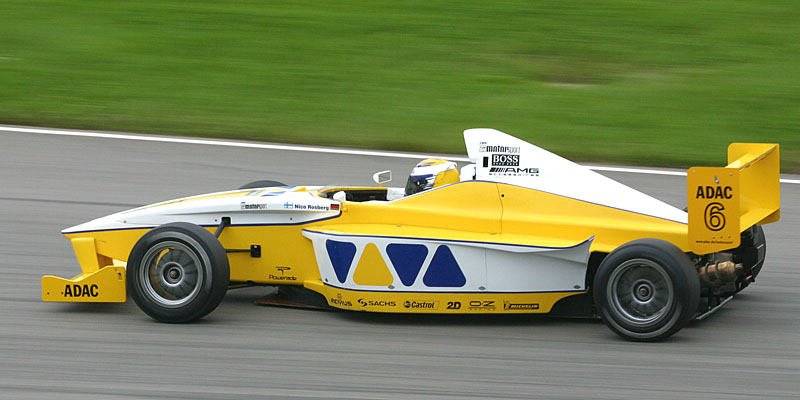
Nico Rosberg na Fórmula BMW ADAC, em 2002

Uma das equipes que se destacou na categoria foi a Team Rosberg, fundada pelo campeão da Fórmula 1 de 1982, Keke Rosberg. A equipe, originalmente integrou a Fórmula BMW ADAC em 1999 e continuou para o novo campeonato. Essa equipe, junto de Nico Robserg, levou o campeonato em 2002.
Com o tempo, a Fórmula BMW se expandiu, abrangendo quatro campeonatos em três continentes. O campeonato alemão foi seguido por um campeonato no sudeste asiático em 2003,  outro campeonato no Reino Unido e nos Estados Unidos no ano seguinte. Os campeonatos alemão e britânico foram fundidos, se tornando o campeonato pan-europeu em 2008.

## Conceito
A categoria tinha como público pilotos recém saídos do kartismo, tendo no mínimo 15 anos de idade, sem experiência em competições internacionais (além do karting) e com, no máximo, licença internacional C da FIA. Os pilotos podem fazer parte do Programa de Treinamento e Eduacação da BMW Motorsport, baseado em dois centros de competição da BMW (um em Valência e outro em Sakhir). Nesses centros, os pilotos poderiam fazer cursos de pilotagem, preparação física, nutrição, relações públicas e levantamento de patrocínios.
A BMW provia uma bolsa para cinco pilotos de cada campeonato entre 15 a 18 anos de idade, sendo escolhidos por um processo de seleção. Cada piloto ganhava uma bolsa de £35.000 no Reino Unido e US$ 40.000 nos EUA.
Os melhores pilotos de cada campeonato eram convidados para a Formula BMW World Final, uma final a nível mundial da categoria, que era disputada em um dos centros de competição da BMW em dezembro. O evento é composto de várias rodadas de eliminação e uma corrida final. O vencedor do evento ganhava um teste na Fórmula 1 pela BMW-Sauber.

## Formato e Regulamento

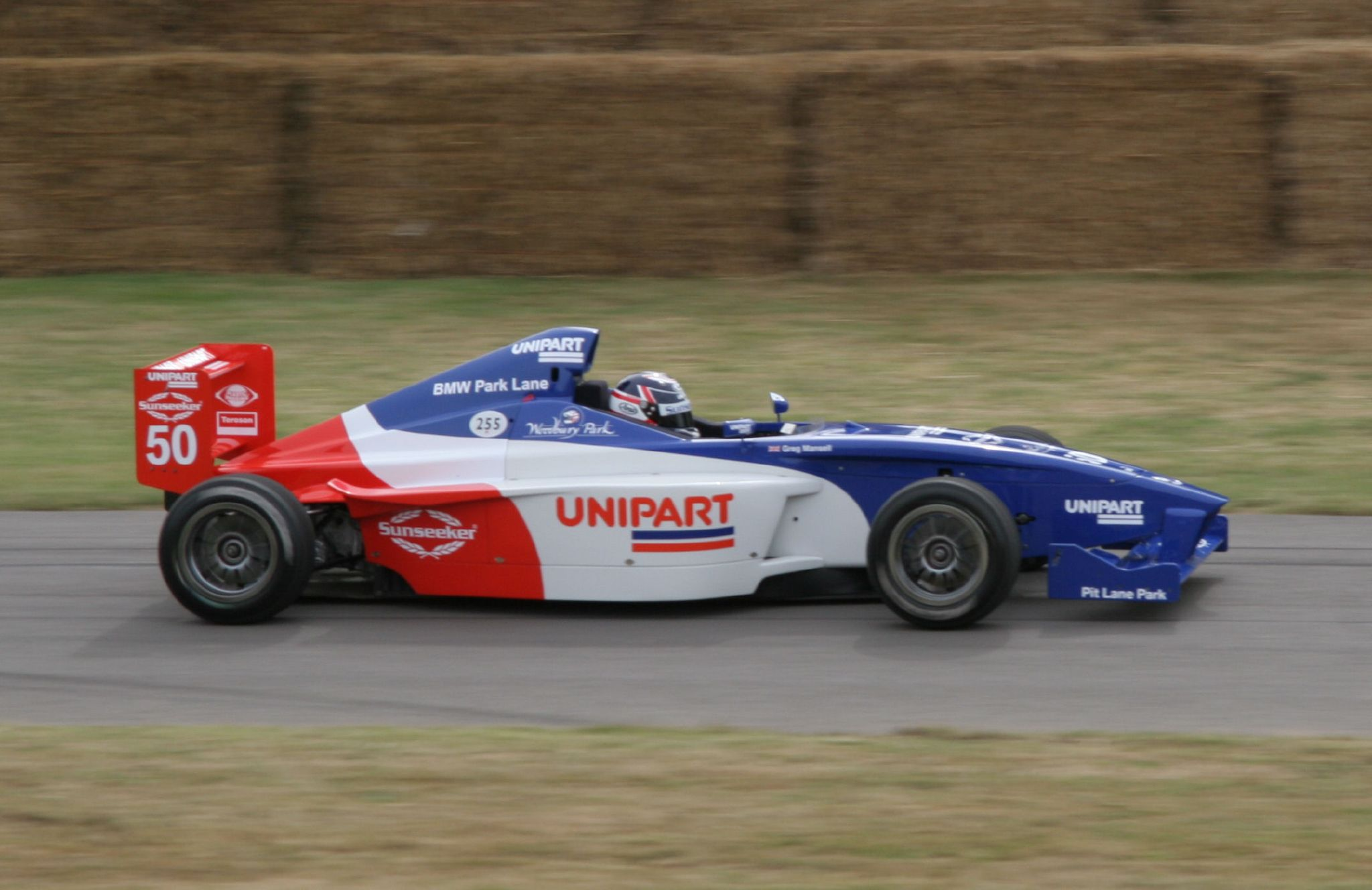
Greg Mansell pilotando um Fórmula BMW em 2005

Como parte de um esforço para controlar os custos da categoria, a Fórmula BMW (como muitas categorias escola de fórmula) restringe os teste de pilotos. Durante a temporada, equipes e pilotos são limitados a testar somente em alguns poucos eventos oficiais, nos quais os custos eram reembolsados pela organização da categoria. As equipes também podiam testar em circuitos que não sediassem eventos da categoria, desde que os testes fossem feitos por pilotos que não disputassem a categoria. Sistemas de telemetria eram utilizados pela organização para monitorar a atividade das equipes durante as etapas, com ações ilegais sendo punidas com multas ou suspensão.
Cada chassis é alvo de inspeções de segurança e podem ser substituídos se for considerado necessário. Se isso acontecer durante a qualificação, os tempos do piloto em questão devem ser anulados e o piloto deve largar da última posição do grid. Carros reserva (utilizados caso o carro principal tenha problemas) são proibidos.  Ao fim de cada sessão, os carros devem ser submetidos a inspeção em parque fechado.  O uso de pneus de chuva só é permitido pelo diretor de prova, se o mesmo o considerar necessário. Por motivos de segurança, o pitlane tem um limite de 60 km/h, com punições de drive-through em caso de pilotos excederem a velocidade. Todos os pilotos devem utilizar capacetes homologados pela FIA e HANS.
Na Fórmula BMW UK, a temporada era composta por dez etapas, com duas baterias por etapa. O mesmo acontecia na Fórmula BMW ADAC, porém, o número de etapas foi diminuído para nove em 2006. Na Fórmula BMW USA, a temporada era composta por sete etapas, cada uma com duas baterias. Já a Fórmula BMW Ásia contava com seis etapas, cada uma com quatro baterias.
Cada etapa começa com uma sessão de treinos livres de 40 minutos (exceto em eventos de apoio a grandes prêmios da Fórmula 1). Cada corrida é precedida por uma sessão de qualificações de 20 minutos, na qual os competidores devem marcar um tempo de, pelo menos, 130% do tempo da pole position para se qualificar para a corrida. Em caso de somente uma qualificação poder ser feita, o grid da segunda bateria é decidido pelo segundo melhor tempo de cada piloto. Em caso de não poder ser feita uma qualificação, a posição dos pilotos no campeonato decide as posições do grid.
Cada corrida começa com uma volta de formação atrás do carro de segurança. Cada corrida deve cobrir a distância mínima de 60 km (com o número de voltas calculado de acordo com o tamanho do circuito). Se a corrida durar acima de 30 minutos, ela é encerrada ao fim da última volta dos 30 minutos. Se a corrida terminar prematuramente, só pode ser pontuado totalmente se o líder da corrida ter completado 75% da corrida, em caso de 50% da etapa for disputada, somente metade dos pontos é concedida e em caso da etapa não ser disputada até 50%, é feito uma relargada, se possível.

#### Pontuação

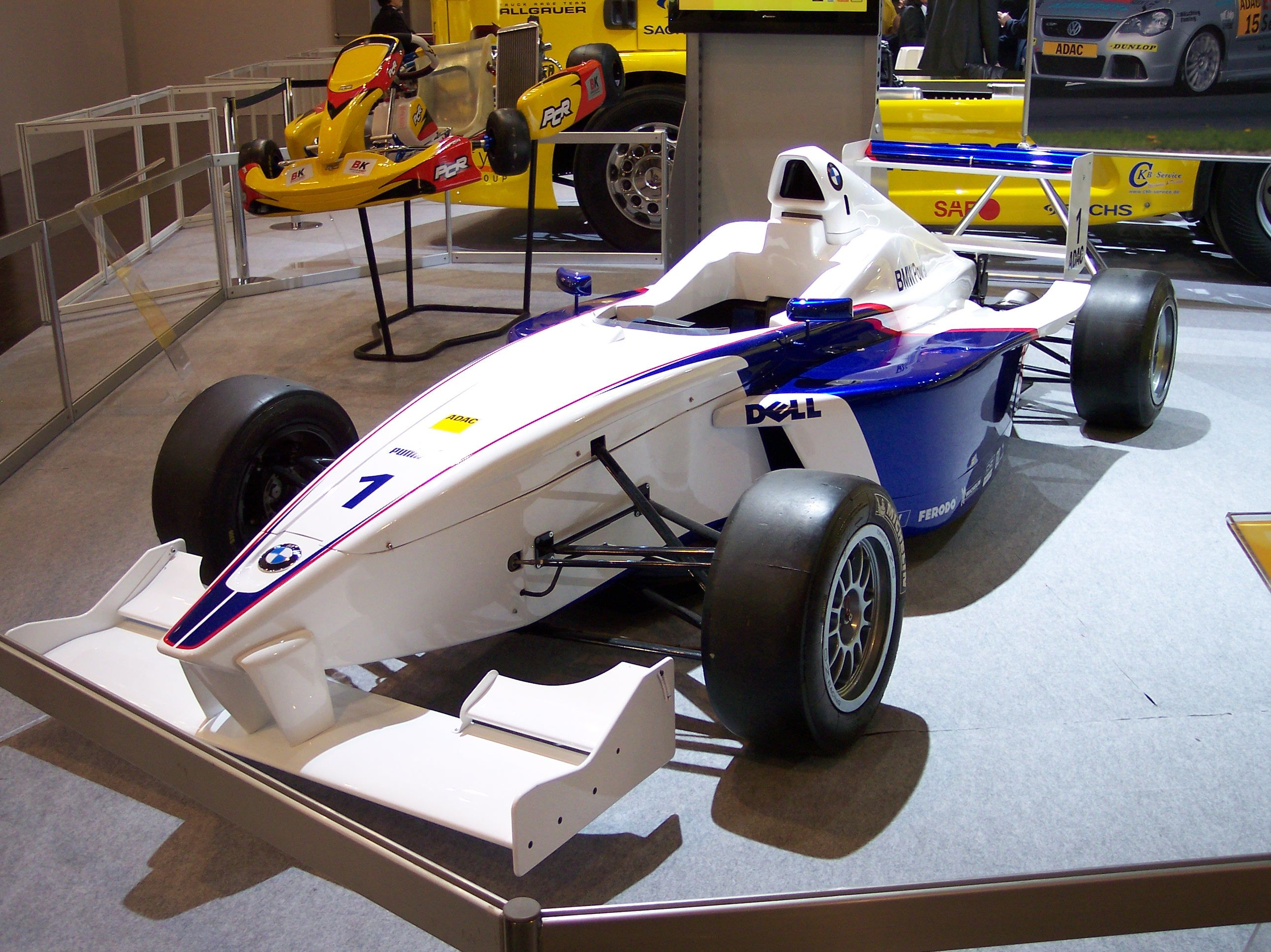
Mygale FB2

| Posição | 1º | 2º | 3º | 4º | 5º | 6º | 7º | 8º | 9º | 10º |
| Pontos  | 20 | 15 | 12 | 10 | 8  | 6  | 4  | 3  | 2  | 1   |
| ------- | -- | -- | -- | -- | -- | -- | -- | -- | -- | --- |

## Carro
A Fórmula BMW utilizava um único modelo de carro em todos os seus campeonatos. O Mygale FB2 era um monoposto, projetado e produzido pela francesa Mygale, em conjunto com o escritório de design estadunidense DesignworksUSA (subsidiária da BMW). O chassis era monocoque, construído em fibra de carbono, em conformidade com o regulamento de segurança da FIA. A carenagem é construída em compósito de kevlar. A categoria não permitia modificações no chassis e carenagem, com os únicos ajustes autorizados sendo relação da transmissão, suspensão, balanceamento de freios e ângulos das asas aerodinâmicas.
A categoria utilizava um motor BMW 1.2 4-cil (provindo das motos BMW K1200RS), gerando 141 cv (104 kW), acoplada a uma transmissão Hewland, sequencial, de seis velocidades. O motor vinha selado e a manutenção só poderia ser feita pela Schnitzer Motorsport. O carro completo (porém, sem piloto nem combustível), pesa 455 kg.

## Campeonatos

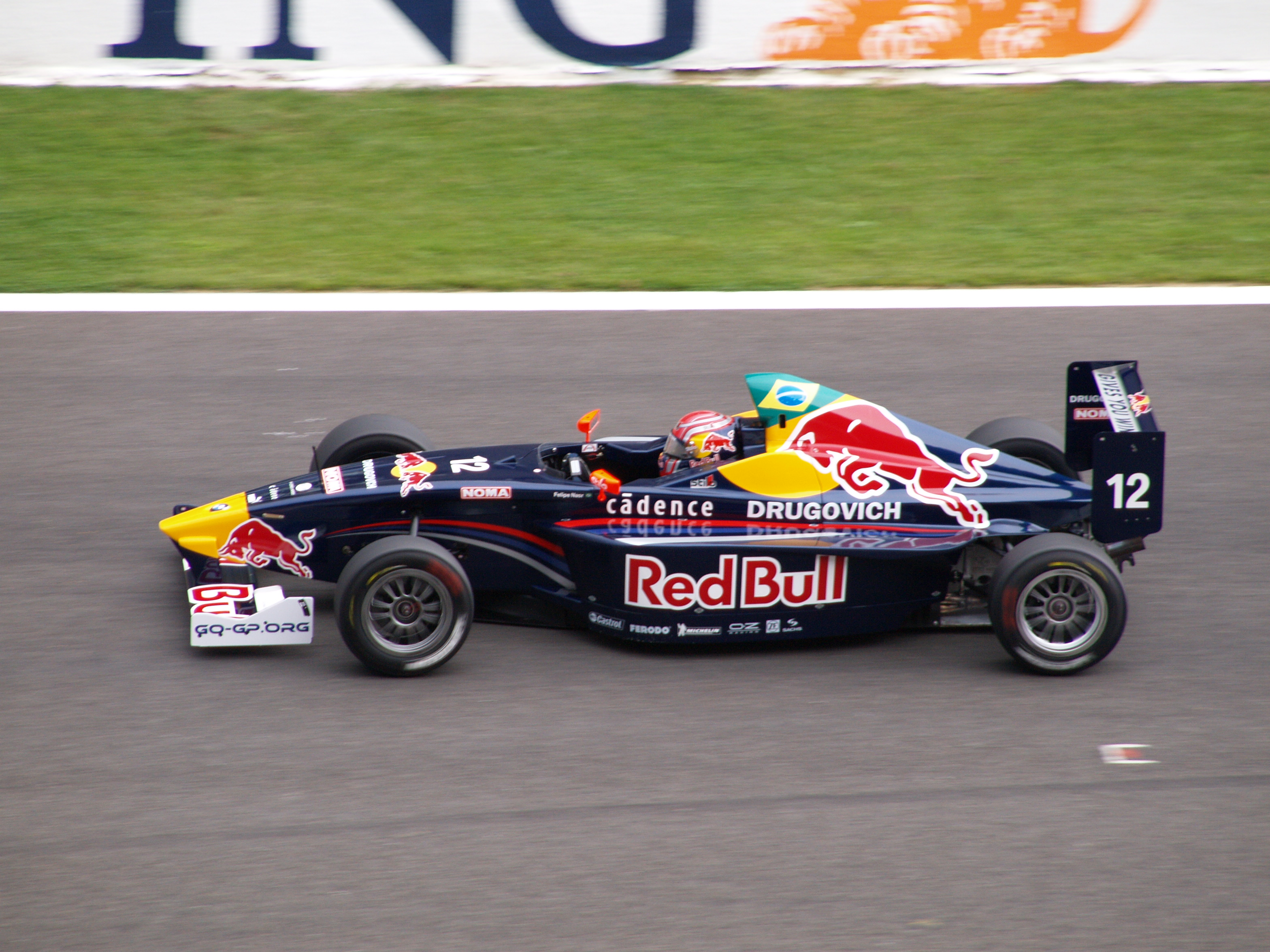
Felipe Nasr pela Formula BMW Europe em 2009

### Alemanha e Europa
A Fórmula BMW ADAC era chancelada pela ADAC, uma das maiores associações automobilísticas da Europa. Em sua primeira temporada, em 2002, a categoria ganhou boa popularidade, chegando a 32 pilotos inscritos. Desde 2004, o campeonato foi incluído como evento de apoio do Grande Prêmio da Europa, em Nürburgring.
A categoria lançou vários pilotos que chegaram à Fórmula 1, como Nico Rosberg (campeão de 2002 na F-BMW  e em 2016 na F1) e Sebastian Vettel (campeão de 2004 da F-BMW  e tetracampeão na F1). O campeonato de 2005 foi decidido na justiça desportiva, após Sebastian Buemi levar uma penalidade de 60 segundos, com o título ficando com Nico Hülkenberg. O campeão de 2006, Christian Vietoris, dominou a World Final 2006, em Valência, marcando pole position e terminando em primeiro em todas as eliminatórias e na corrida final.
A Fórmula BMW ADAC foi fundida à Fórmula BMW UK, se tornando a Fórmula BMW Europa em 2008. A categoria europeia foi disputada por três anos até ser cancelada em 2010, em favor da Formula BMW Talent Cup, em 2011.

### Reino Unido
A Fórmula BMW UK foi criada em 2004, atraindo 25 pilotos em sua primeira temporada  e 28 na sua segunda temporada, em 2005. A categoria teve como embaixador o campeão de 1992 da Fórmula 1, Nigel Mansell, tendo seus filhos (Leo e Greg Mansell) disputando a categoria em 2006. A categoria foi disputada até 2007, sendo fundida com a Fórmula BMW ADAC para a criação da Fórmula BMW Europa em 2008.

### Estados Unidos e Américas
A Fórmula BMW USA foi criada em 2004, tendo seu nome mudado para Fórmula BMW Américas em 2008. A categoria era chancelada pela IMSA, tendo sido categoria de apoio para as etapas da American Le Mans Series (ALMS), Champ Car (CCWS), Grand-Am, Indy Racing League (IRL) e Fórmula 1 (no Grande Prêmio do Canadá e no Grande Prêmio dos Estados Unidos). A categoria revelou pilotos como Daniel Morad  e Esteban Gutiérrez.
A Fórmula BMW Americas foi cancelada em 2009, após somente 13 pilotos disputarem a categoria.

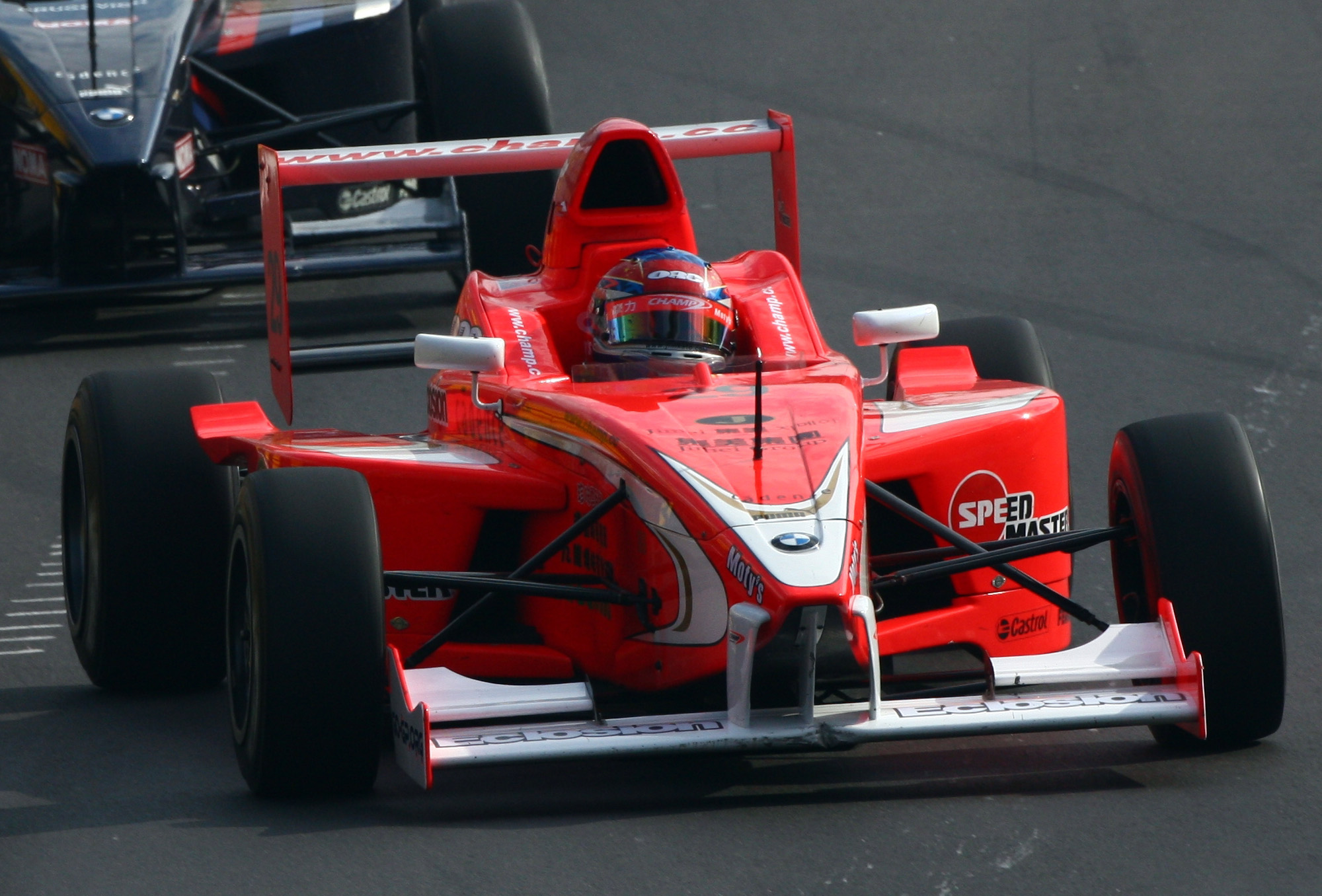
Jim Ka To na Fórmula BMW Pacific em Macau, 2009

### Ásia e Pacífico
A Fórmula BMW Ásia foi a segunda categoria da Fórmula BMW a ser criada, em 2003, sendo gerenciada pela Motorsport Asia Limited, sendo uma substituta da Fórmula Ásia. Sua criação foi parte de uma tendência de popularidade de categorias de fórmula na Ásia Oriental, sendo o começo da escada de categorias na Ásia, com o piloto recem saído da Fórmula BMW indo para a Fórmula 3 Asia-Pacífico e para a Fórmula V6 Ásia, logo após. Etapas eram disputadas na Malásia, Tailândia, Indonésia, China, Macau e Singapura, sendo categoria de apoio nos Grandes Prêmios da China, Malásia, Bahrein e Singapura da Fórmula 1, além do Grande Prêmio de Macau da Fórmula 3. A categoria foi renomeada como Fórmula BMW Pacific em 2008, perdendo o apoio da BMW em 2011 e se tornando a JK Racing Asia Series no mesmo ano. A categoria foi encerrada em 2012.

### Fórmula Lista Junior
A Fórmula Lista Junior é uma categoria escola para a Fórmula BMW, utilizando os mesmos carros da categoria principal. A Fórmula Lista Junior existiu desde 2000, porém começou a utilizar os carros da Fórmula BMW em 2008. A categoria revelou pilotos como Neel Jani  e Romain Grosjean. A categoria foi encerrada em 2012.

## Campeões

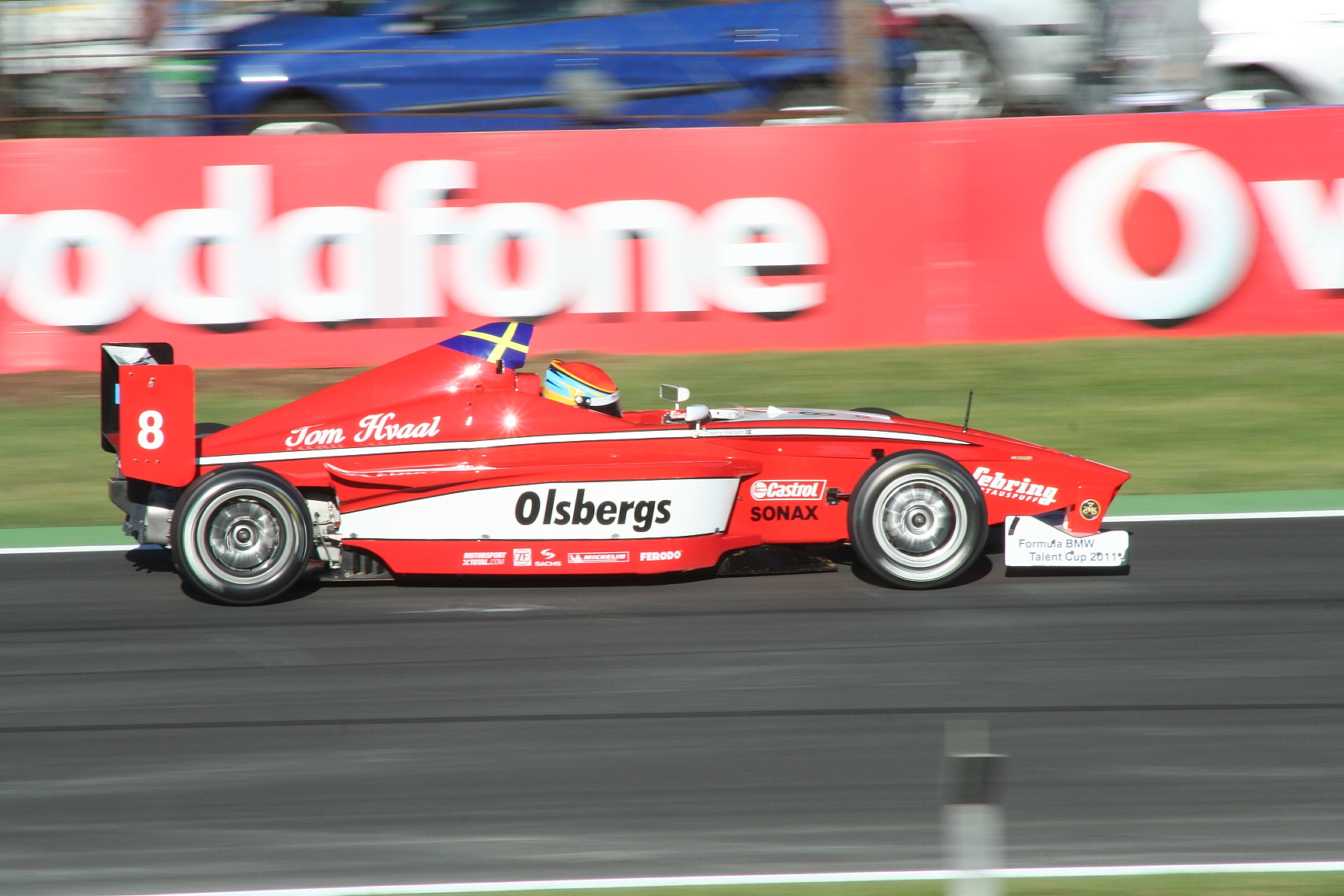
Timmy Hansen na Fórmula BMW Europe, 2010

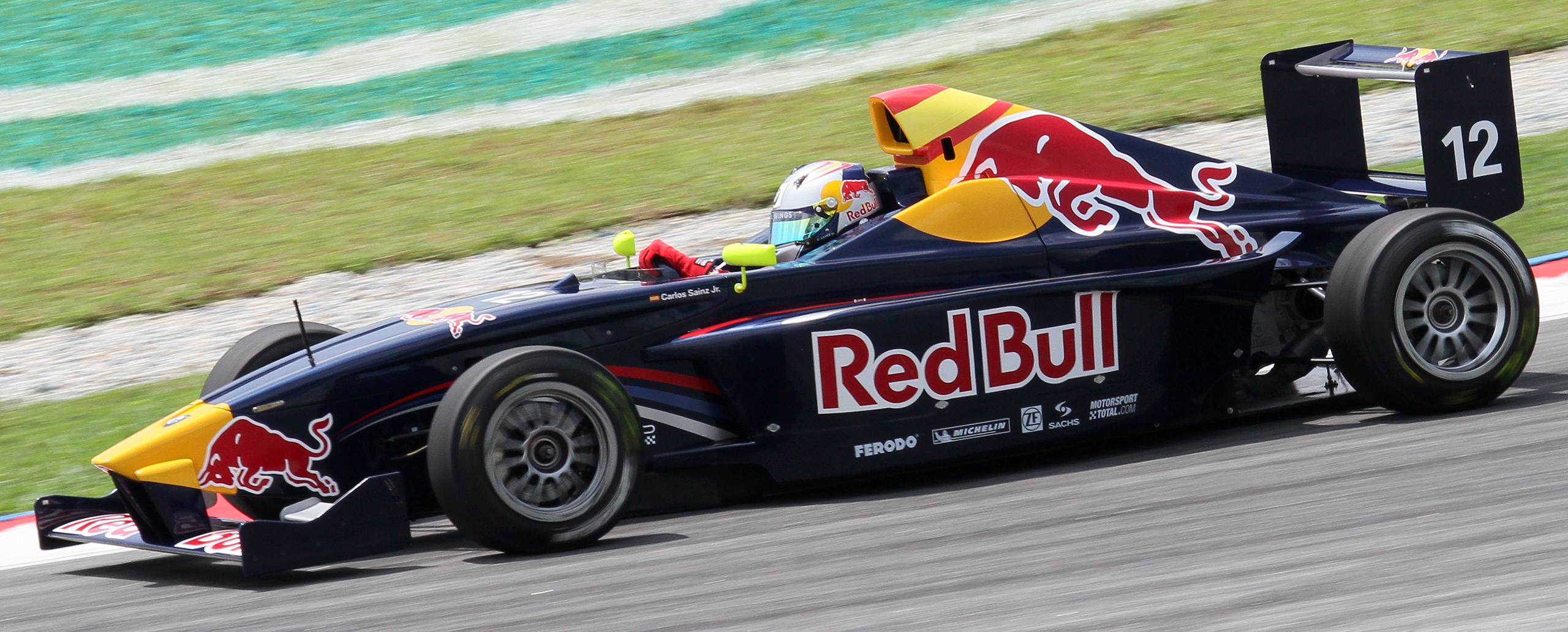
Carlos Sainz Jr. na Fórmula BMW Pacific, em 2010

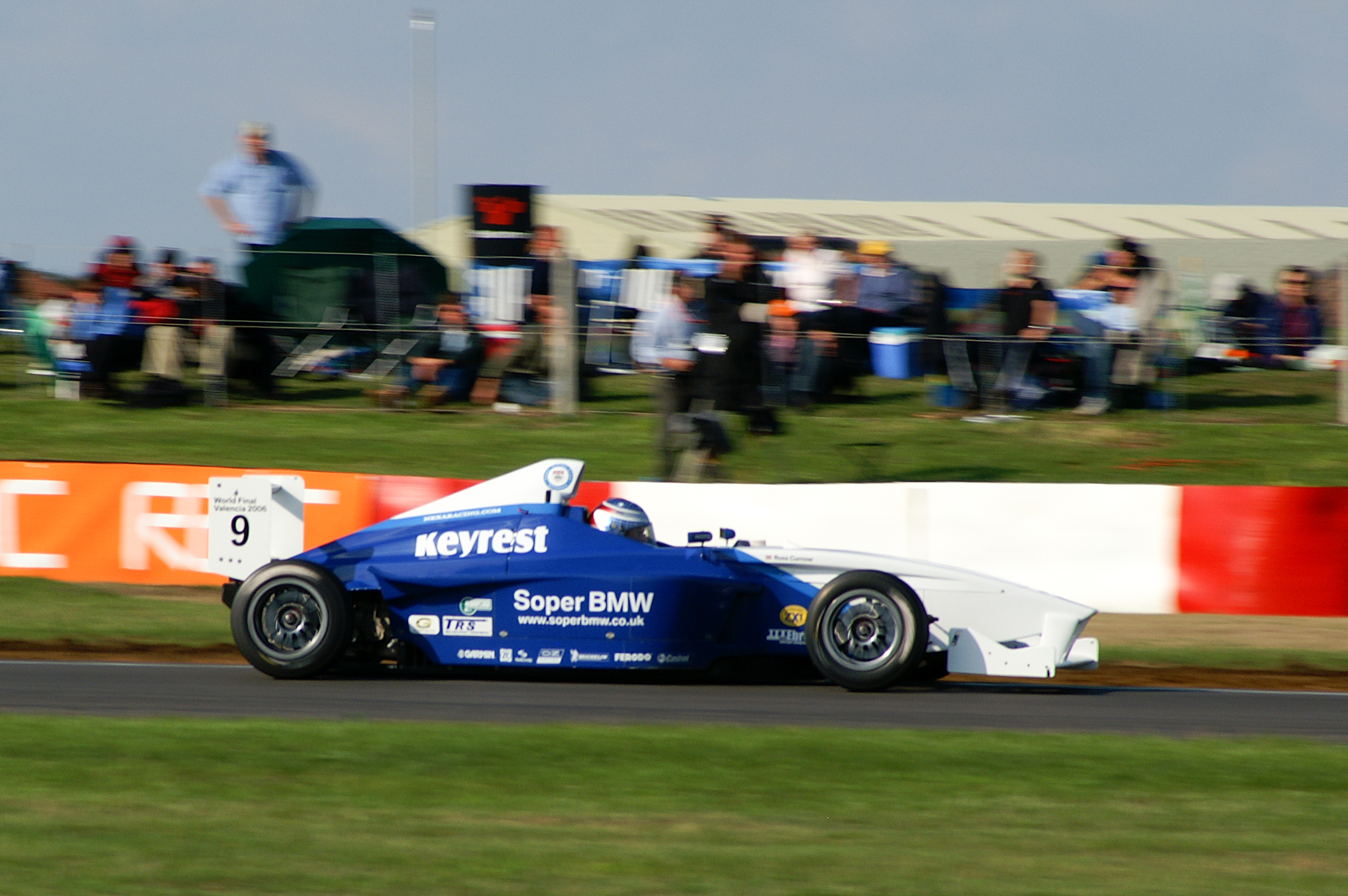
Ross Curnow na Fórmula BMW UK, em 2006

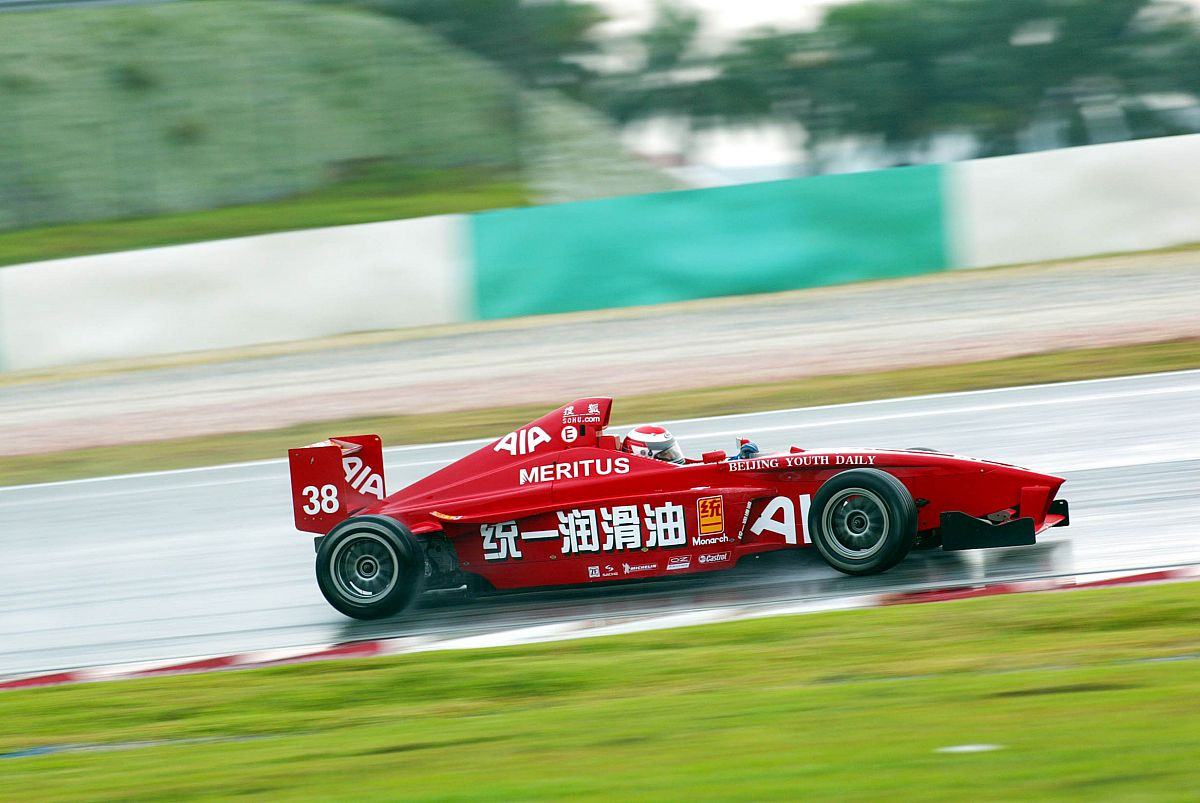
Marchy Lee na Fórmula BMW Ásia, em 2004

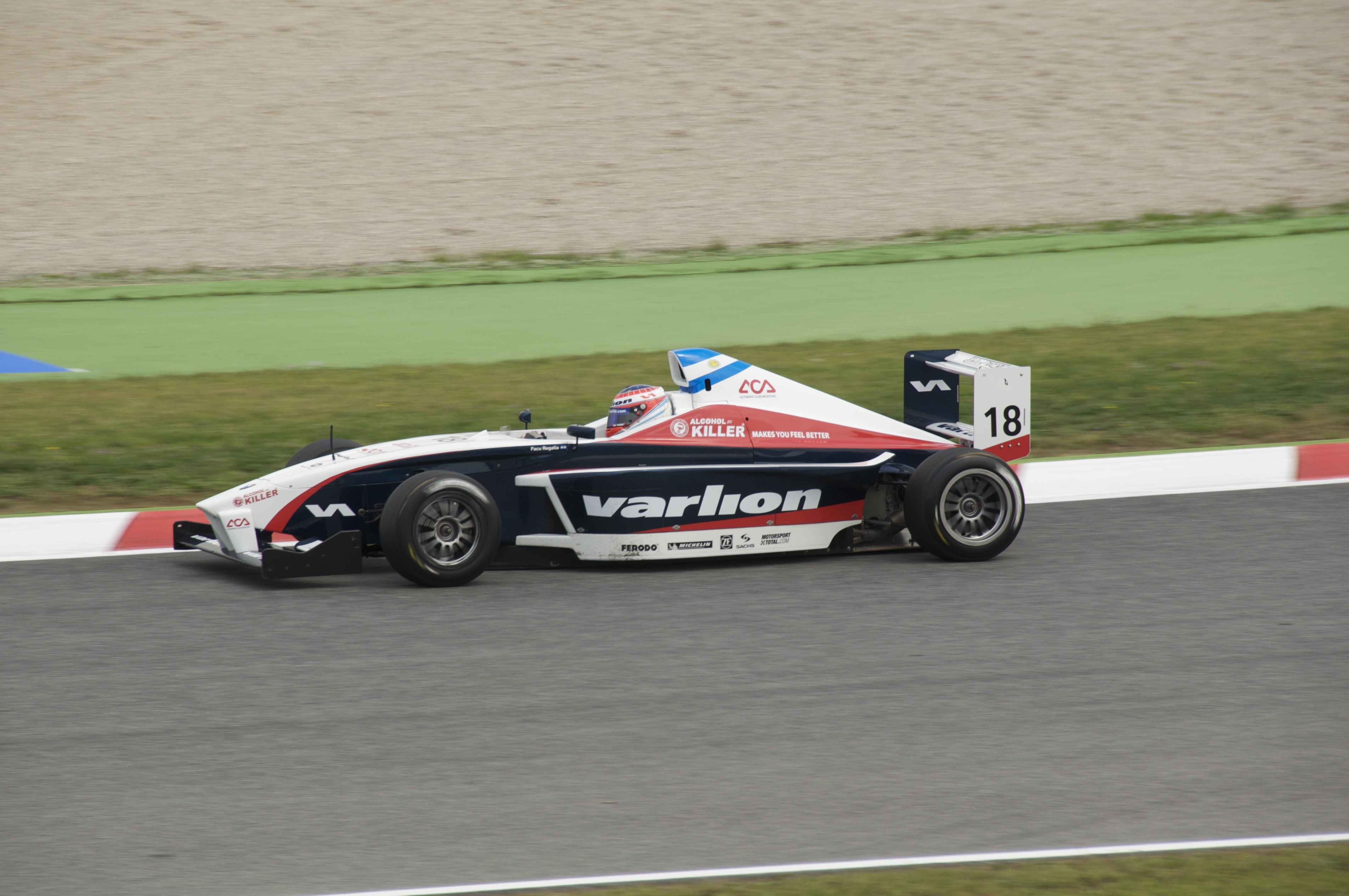
Facundo Regalia na Fórmula BMW Europe, em 2010

| Ano  | Categoria               | Campeão            | Equipe                    |
| ---- | ----------------------- | ------------------ | ------------------------- |
| 2002 | Formula BMW ADAC        | Nico Rosberg       | VIVA Racing               |
| 2003 | Formula BMW ADAC        | Maximilian Götz    | ADAC Berlin-Brandenburg   |
| 2003 | Formula BMW Asia        | Ho-Pin Tung        | Team Meritus              |
| 2004 | Formula BMW ADAC        | Sebastian Vettel   | ADAC Berlin-Brandenburg   |
| 2004 | Formula BMW Asia        | Marchy Lee         | Team Meritus              |
| 2004 | Formula BMW USA         | Andreas Wirth      | HBR/Powerslide Motorsport |
| 2004 | Formula BMW UK          | Tim Bridgman       | Independente              |
| 2005 | Formula BMW ADAC        | Nico Hülkenberg    | Josef Kaufmann Racing     |
| 2005 | Formula BMW Asia        | Salman Al Khalifa  | Team Meritus              |
| 2005 | Formula BMW USA         | Richard Philippe   | Team Autotecnica          |
| 2005 | Formula BMW UK          | Dean Smith         | Nexa Racing               |
| 2005 | Formula BMW World Final | Marco Holzer       | AM-Holzer Rennsport       |
| 2006 | Formula BMW ADAC        | Christian Vietoris | Josef Kaufmann Racing     |
| 2006 | Formula BMW Asia        | Earl Bamber        | Team Meritus              |
| 2006 | Formula BMW USA         | Robert Wickens     | EuroInternational         |
| 2006 | Formula BMW UK          | Niall Breen        | Fortec Motorsport         |
| 2006 | Formula BMW World Final | Christian Vietoris | Josef Kaufmann Racing     |
| 2007 | Formula BMW ADAC        | Jens Klingmann     | Eifelland Racing          |
| 2007 | Formula BMW Asia        | Jazeman Jaafar     | CIMB Qi-Meritus           |
| 2007 | Formula BMW USA         | Daniel Morad       | EuroInternational         |
| 2007 | Formula BMW UK          | Marcus Ericsson    | Fortec Motorsport         |
| 2007 | Formula BMW World Final | Philipp Eng        | Mücke Motorsport          |
| 2008 | Formula BMW Pacific     | Ross Jamison       | Team Meritus              |
| 2008 | Formula BMW Europe      | Esteban Gutiérrez  | Josef Kaufmann Racing     |
| 2008 | Formula BMW Americas    | Alexander Rossi    | EuroInternational         |
| 2008 | Formula BMW World Final | Alexander Rossi    | EuroInternational         |
| 2009 | Formula BMW Pacific     | Rio Haryanto       | Questnet Team Qi-Meritus  |
| 2009 | Formula BMW Europe      | Felipe Nasr        | EuroInternational         |
| 2009 | Formula BMW Americas    | Gabriel Chaves     | EuroInternational         |
| 2010 | Formula BMW Pacific     | Richard Bradley    | Eurasia Motorsport        |
| 2010 | Formula BMW Europe      | Robin Frijns       | Josef Kaufmann Racing     |
| 2011 | Formula BMW Talent Cup  | Stefan Wackerbauer | n/a                       |
| 2012 | Formula BMW Talent Cup  | Marvin Dienst      | n/a                       |
| 2013 | Formula BMW Talent Cup  | Robin Hansson      | n/a                       |